# Cissus trifoliata
Cissus trifoliata là một loài thực vật hai lá mầm trong họ Nho. Loài này được (L.) L. miêu tả khoa học đầu tiên năm 1759.